# Atahualpa (Montevideo)

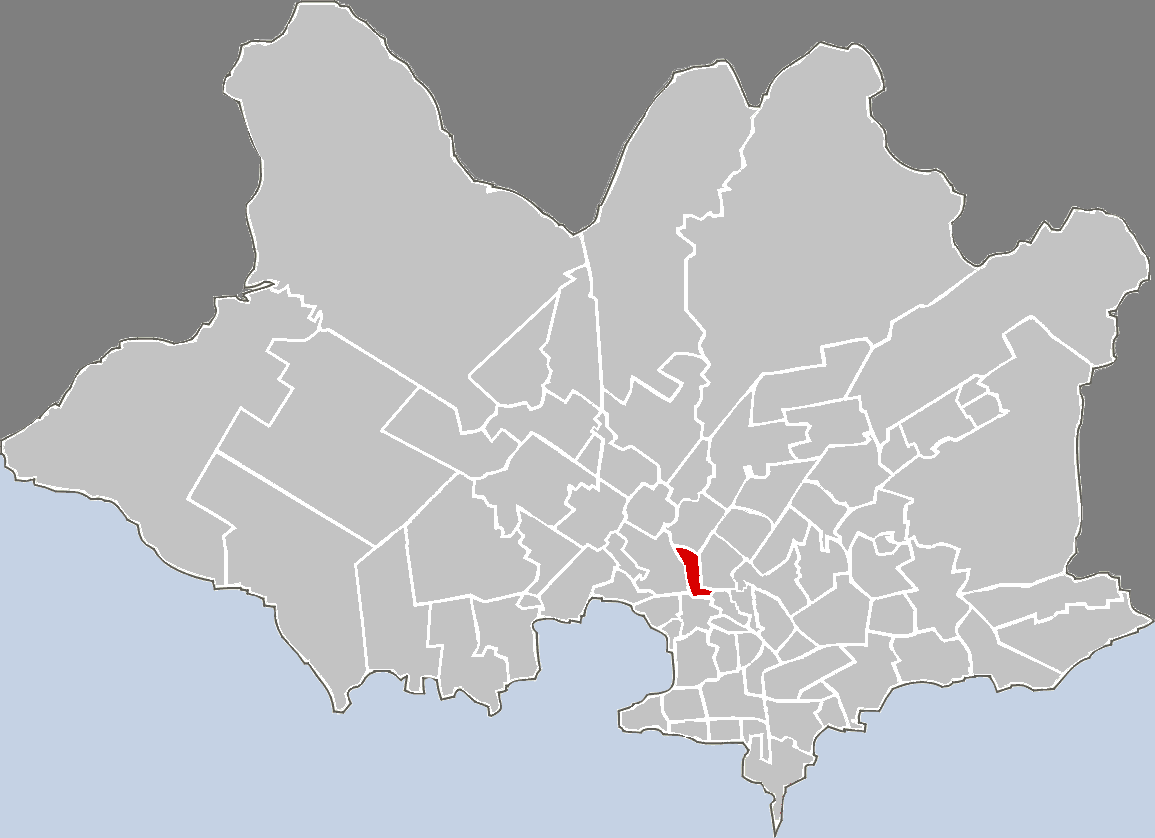
Lage von Atahualpa in Montevideo

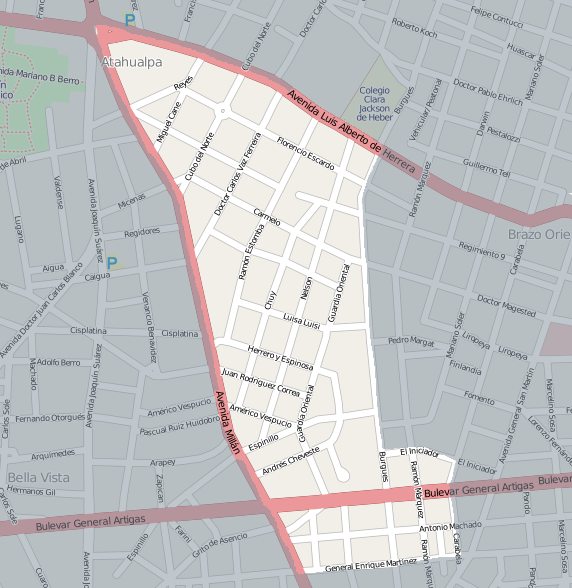
Plan Atahualpas

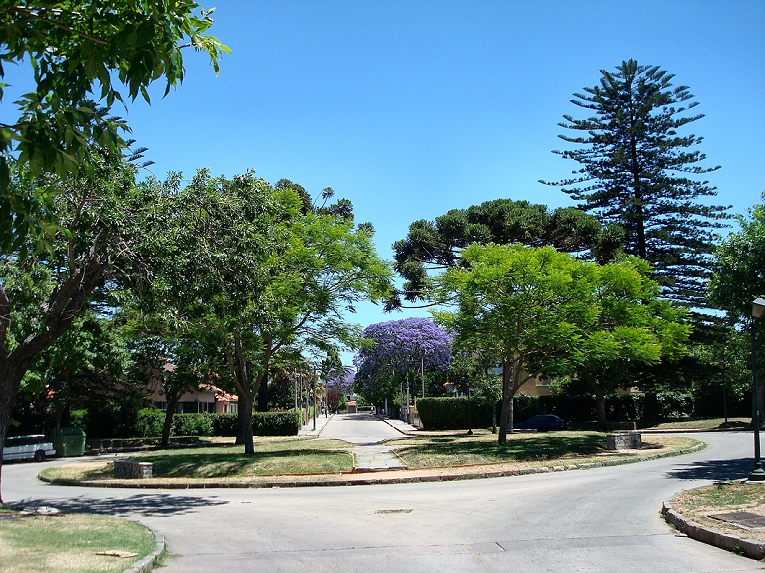
Plaza Atahualpa

Atahualpa ist ein Stadtviertel (Barrio) der uruguayischen Hauptstadt Montevideo.

## Lage
Es liegt im Norden der Stadt am linksseitigen Ufer des Arroyo Miguelete und wird nach Angaben des Instituto Nacional de Estadística (INE) eingerahmt von den Stadtteilen Prado - Nueva Savona (Westen), Aires Puros (Norden), Brazo Oriental (Osten), Figurita (Südosten) und Reducto (Süden). Die Avenida Luis Alberto de Herrera im Norden, die Avenidas Millán und Burgues im Westen bzw. Osten sowie der Bulevar Artigas im Süden begrenzen dabei das Viertel. Das Gebiet Atahualpas ist dem Municipio C zugeordnet.

## Geschichte
Die Ortschaft Atahualpa wurde am 16. August 1868 durch die Sociedad Anónima Fomento Montevideano auf den Ländereien von Estomba gegenüber der Capilla Jackson gegründet. Pate der Grundsteinlegung der Ansiedlung war der Staatspräsident Lorenzo Batlle.

## Herkunft des Namens
Der Name Atahualpas ist auf den gleichnamigen Inka-Herrscher Atahualpa auf dem Gebiet des heutigen Peru zurückzuführen.